# Alekszandra Pavlovna sírkápolnája
Alekszandra Pavlovna sírkápolnája József nádor fiatalon elhunyt feleségének, I. Pál orosz cár lányának nyughelyeként épült, a nagyhercegnő 1801-es halálát követően Pest vármegyében, Üröm község központja közelében; ma a település egyik legfontosabb látnivalója és műemléke.

## Története
József Antal János osztrák főherceg, Magyarország nádora 1799-ben, 23 évesen vette nőül az akkor 16 éves cárleányt, Alekszandra Pavlovna Romanovát, aki ezzel a házassággal egyszerre osztrák főhercegnéi és magyar nádornéi rangot is szerzett. A magyar lakosság körében általános népszerűségnek és közkedveltségnek örvendő nagyhercegnő sajnálatos módon nem sokáig viselhette magyar nemesi címeit, 1801 márciusában ugyanis – mindössze 17 és fél évesen – szülési komplikációk következtében életét vesztette.
A nagyhercegnő – még életében megfogalmazott – kívánságának megfelelően a holtteste számára a nádor Buda melletti birtokán, Ürömön építettek sírkápolnát, mely 1803-ra épült fel; átadását követően a nádorné testét a budai ortodox püspök által celebrált szertartás keretében helyezték itt el. 1809-ben, Napóleon csapatainak betörése idején ugyan József nádor a koporsót óvatosságból a budai Várba vitette, és az ottani ortodox kápolnában őriztette, de a háborús veszély elmúltát követően ismét visszavitette Ürömbe. Az ezt követő időszakban az ürömi sírkápolna a pest-budai ortodox közösség zarándokhelyévé vált.
A kápolna épségben vészelte át nemcsak a következő évtizedeket, de a két világháborút is; bár az itt őrzött értékek egy részét elvitték és a koporsókat is felfeszítették, a holttesthez azonban ebben az időszakban nem nyúltak, ruházata ép és csonkítatlan maradt. 1981. április 26-án újból feltörték a kápolnát, s ezúttal a holttestet is meggyalázták: letörték a karjait és elvitték azokat, a sírban található díszes ruhákkal, ékszerekkel együtt. Egy öt fiatalból álló banda tört be a kápolna kriptájába. Pár hónappal később elfogták a tetteseket. Kettő közülük, S. György és Tamás egy híres amatőr extrémsportoló fiai voltak, akik elhunyt emberek maradványait gyűjtötték. Alekszandra fejét akarták letörni, de ez nem sikerült, így csak a karokat és néhány ékszert raboltak el. A házkutatás során teherautónyi emberi maradványt találtak a S. lakásában. Megtalálták a két letört kart és az ékszereket is hiánytalanul. Alekszandra Pavlovna földi maradványait ezután a Budavári Palota nádori kriptájába szállították át.
Az ürömi sírkápolnát a 2000-es évek elején, egy Magyarországra telepedett szentpétervári származású orosz üzletember bőkezű anyagi támogatása, egy szintén szentpétervári pap szervező munkája, illetve az ürömi áldozatos lakosok segítsége révén sikerült olyan állapotba hozni, hogy a Habsburg család 2004-ben beleegyezését adta Alekszandra Pavlovna földi maradványainak itteni újratemetéséhez. 2004. szeptember 11-én került sor a szertartásra, melynek főcelebránsa Hilarion, Bécs és Ausztria püspöke, illetve a Magyar Ortodox Egyházmegye kormányzó főpapja volt. A ceremónia alkalmával Valerij Muszatov, az Oroszországi Föderáció rendkívüli és meghatalmazott nagykövete az orosz állam nevében Alekszandra Pavlovna portréjának másolatát ajándékozta a kápolnának.

## Képgaléria

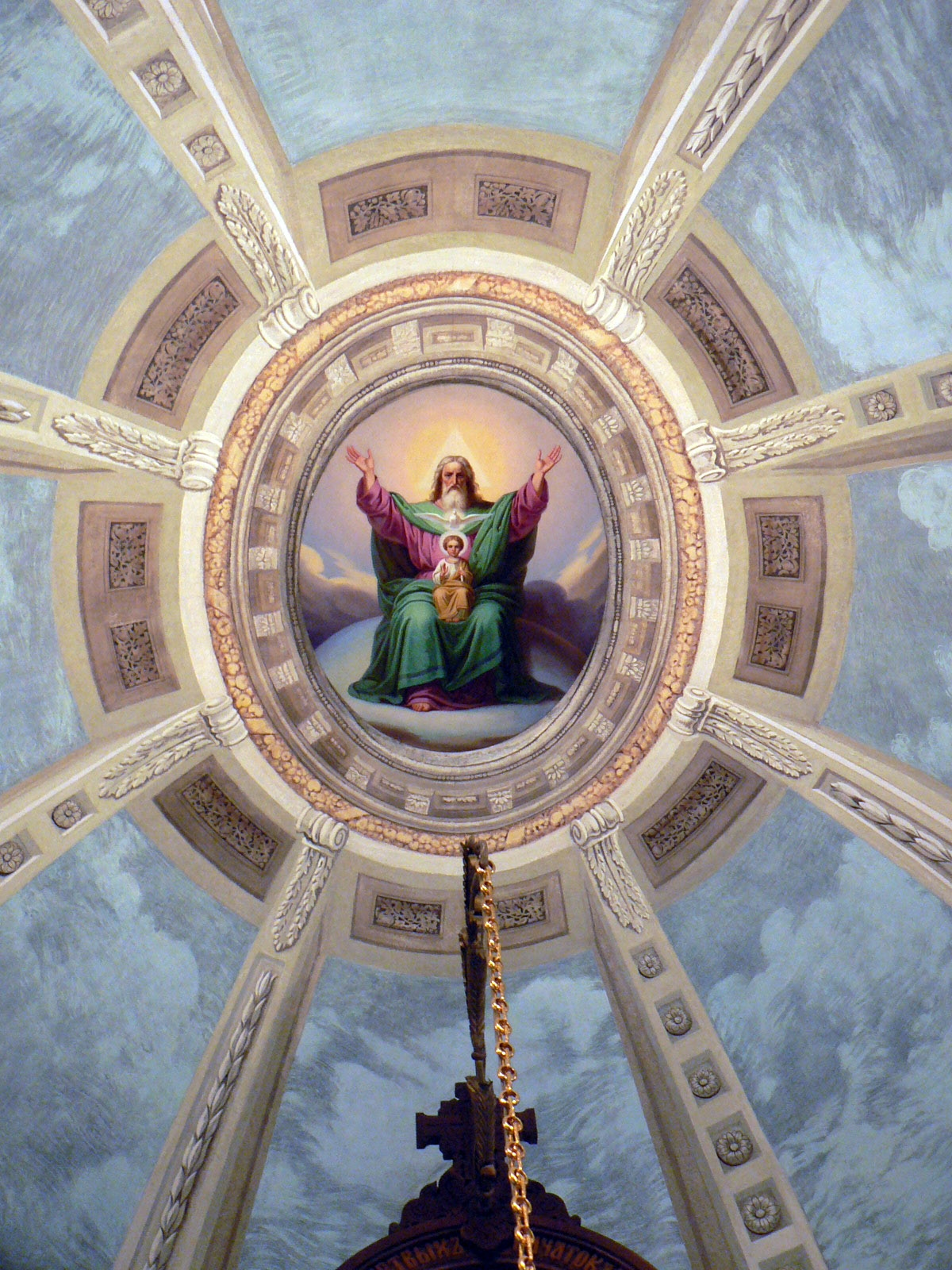
A sírkápolna mennyezete
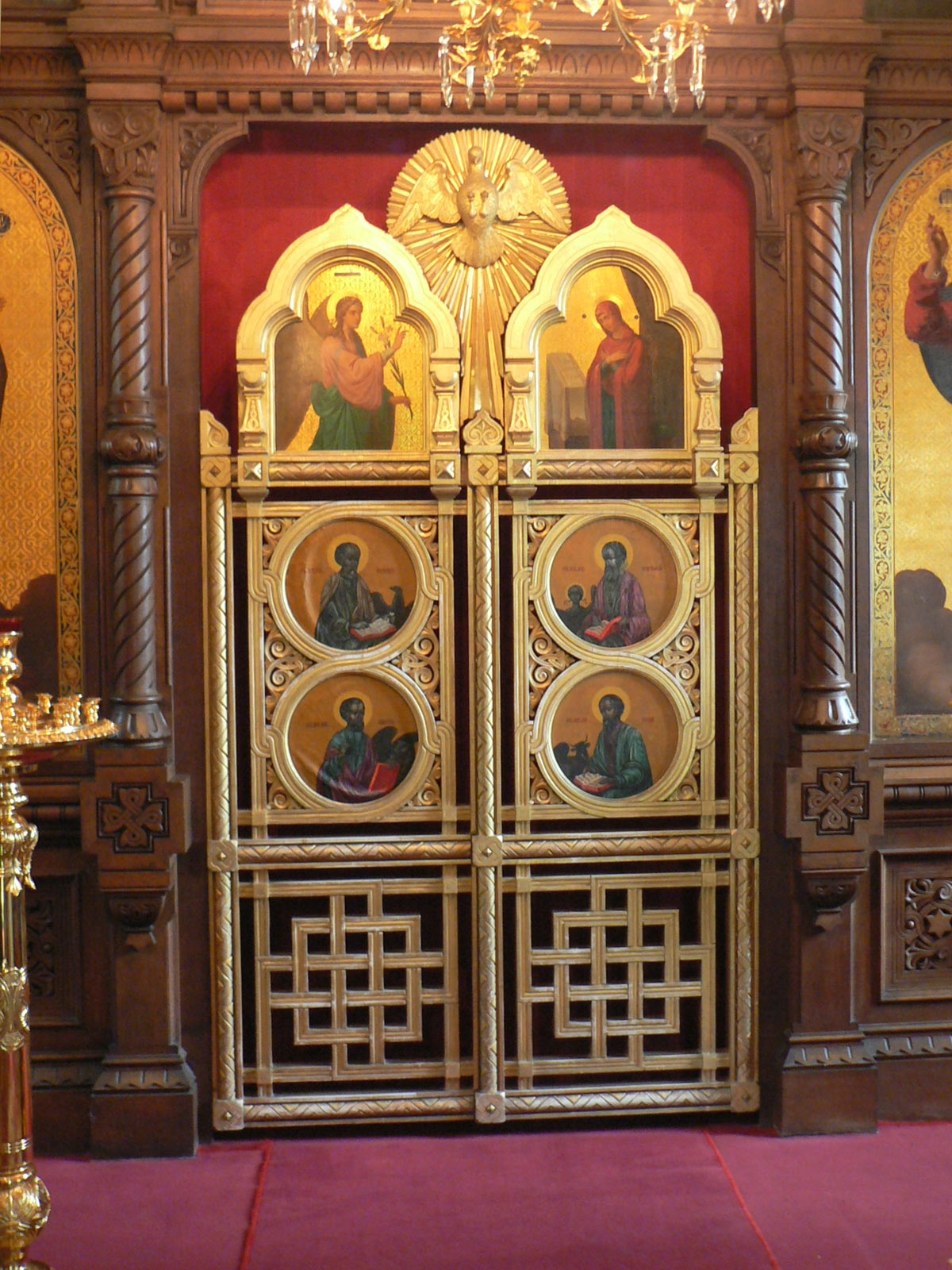
A kápolna belső terének egy részlete
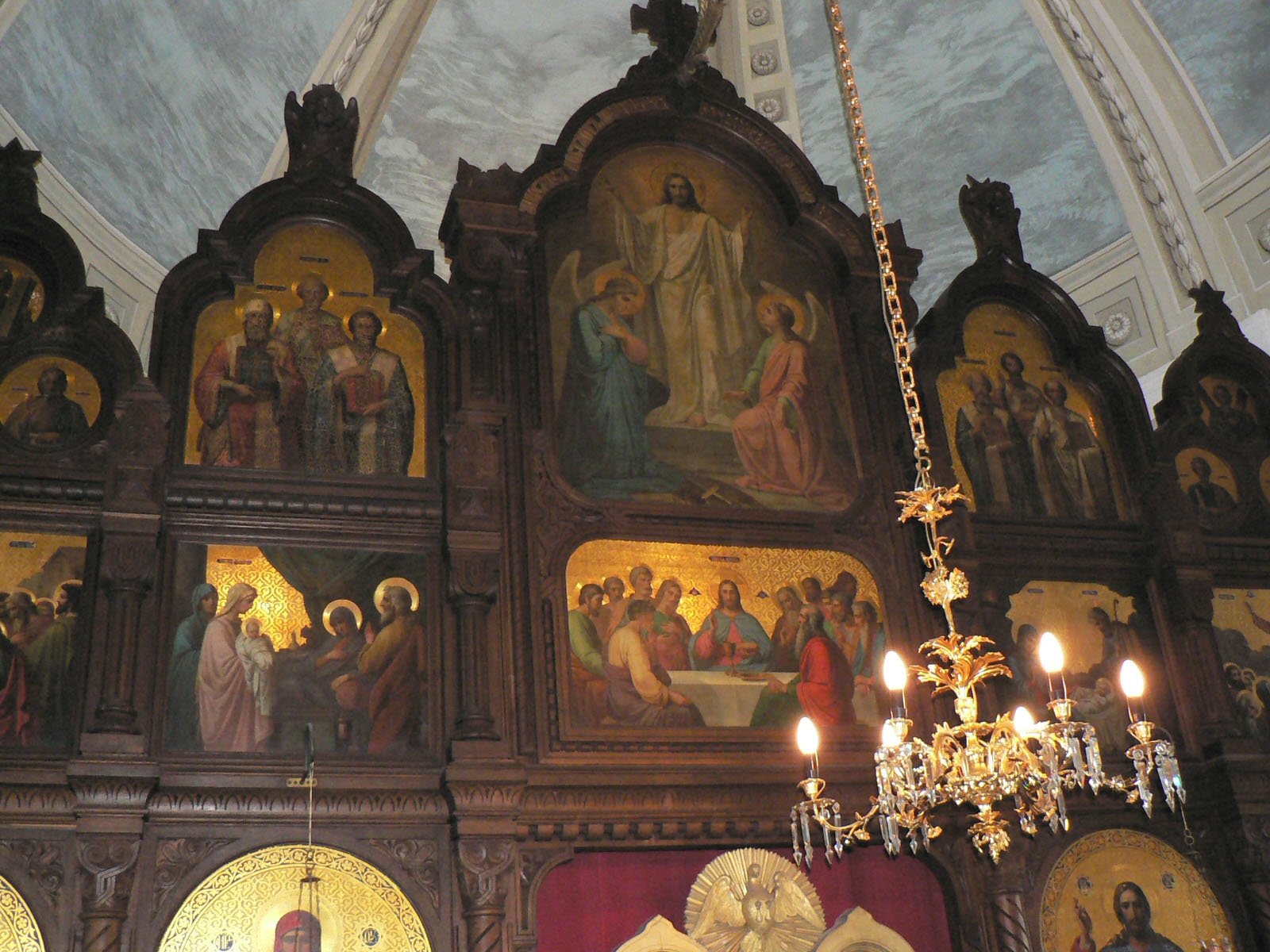
A belső tér egy részlete
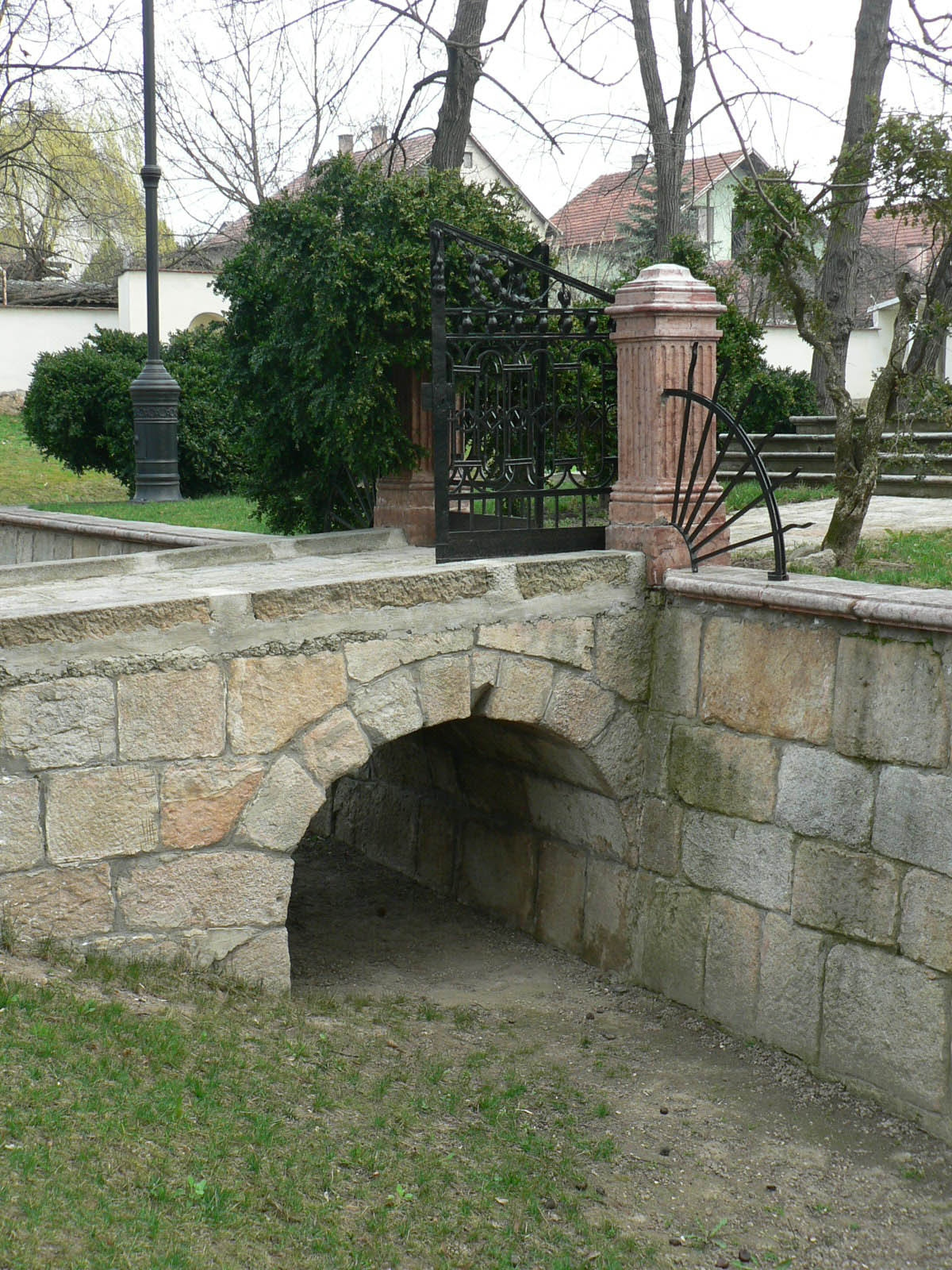
Kőhíd a sírkápolna nyugati oldalánál, a bejárat előtt
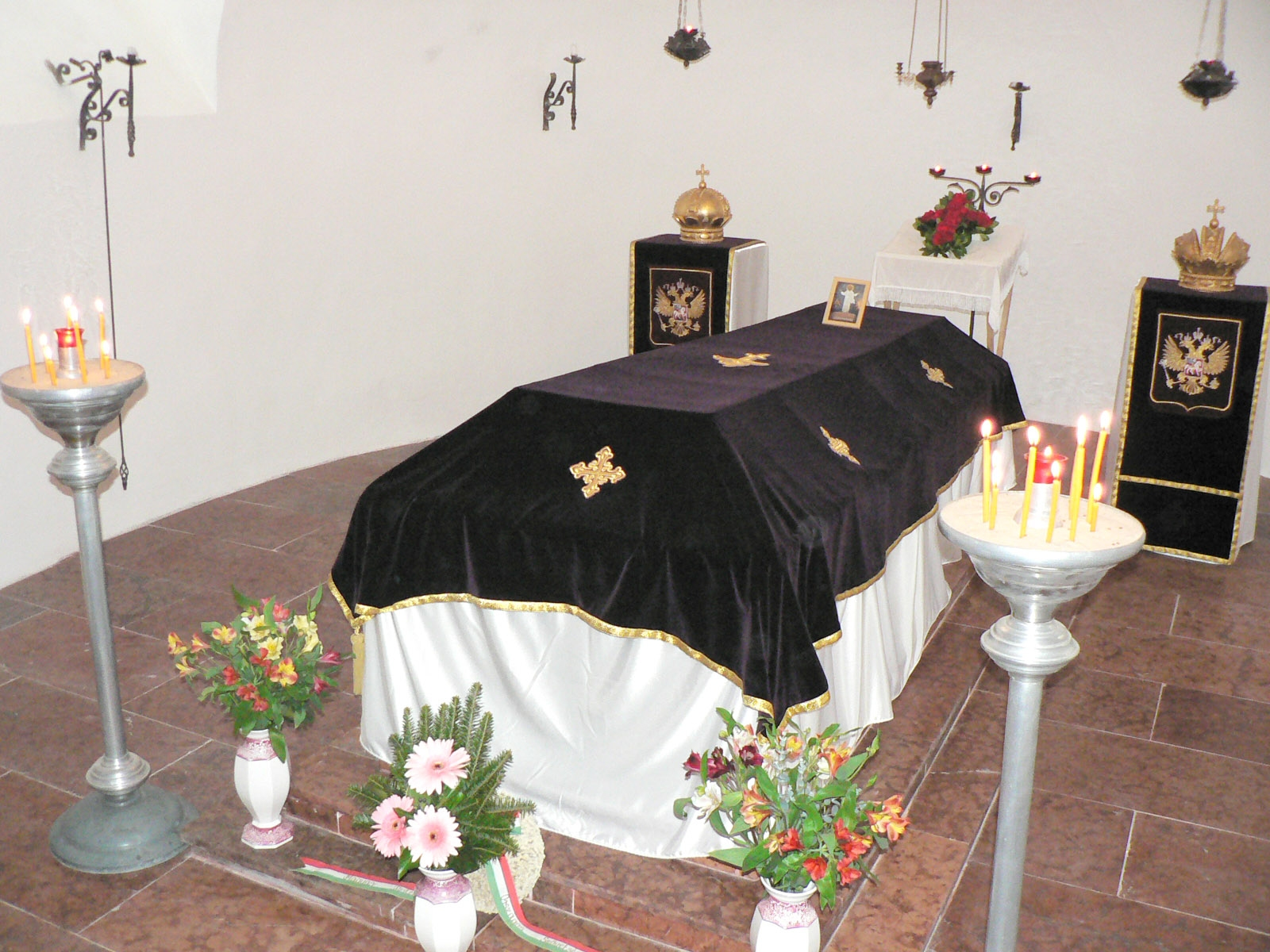
A sírkápolna altemploma
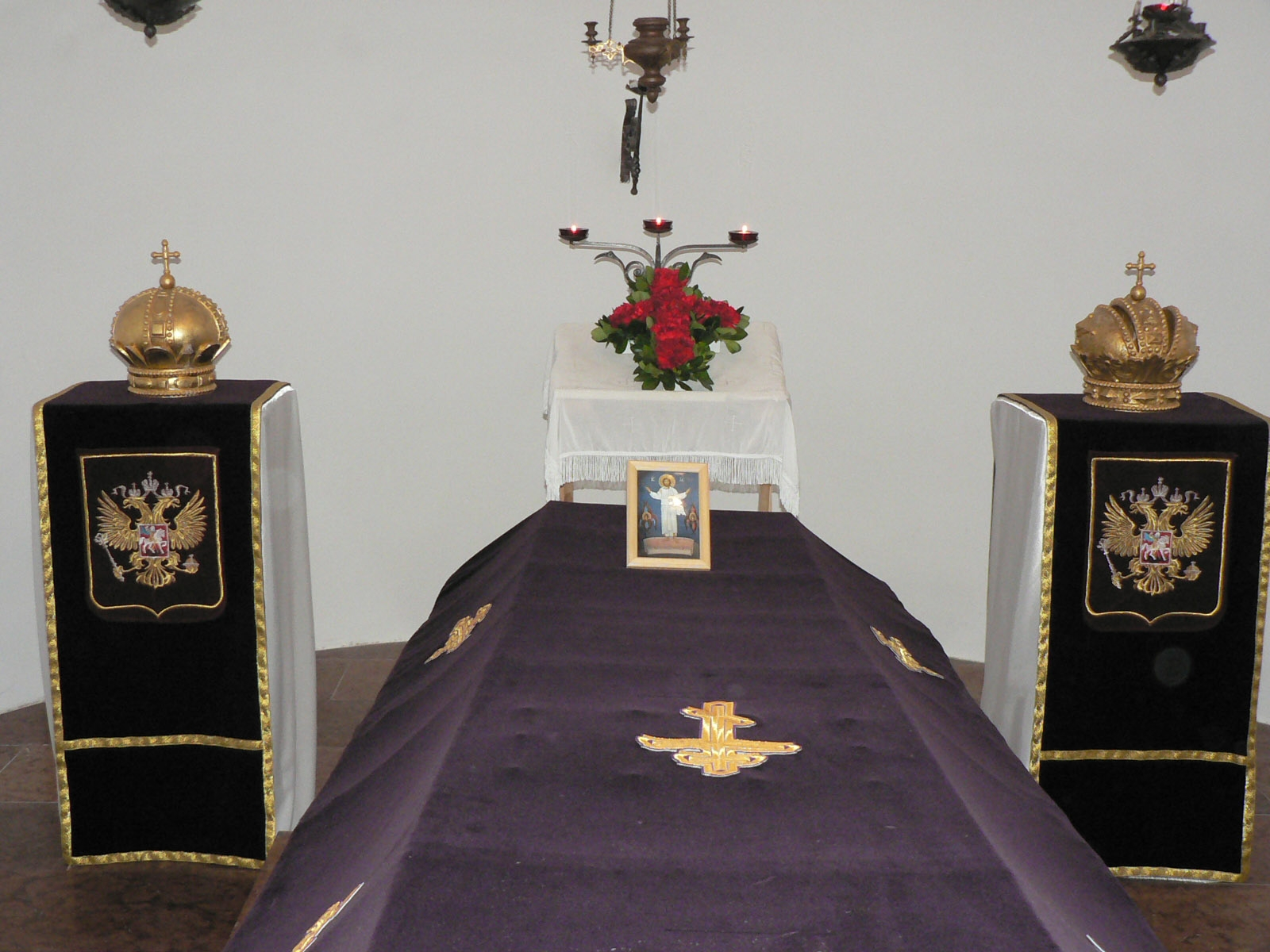
Alexandra Pavlovna sírhelye a kápolna altemplomában
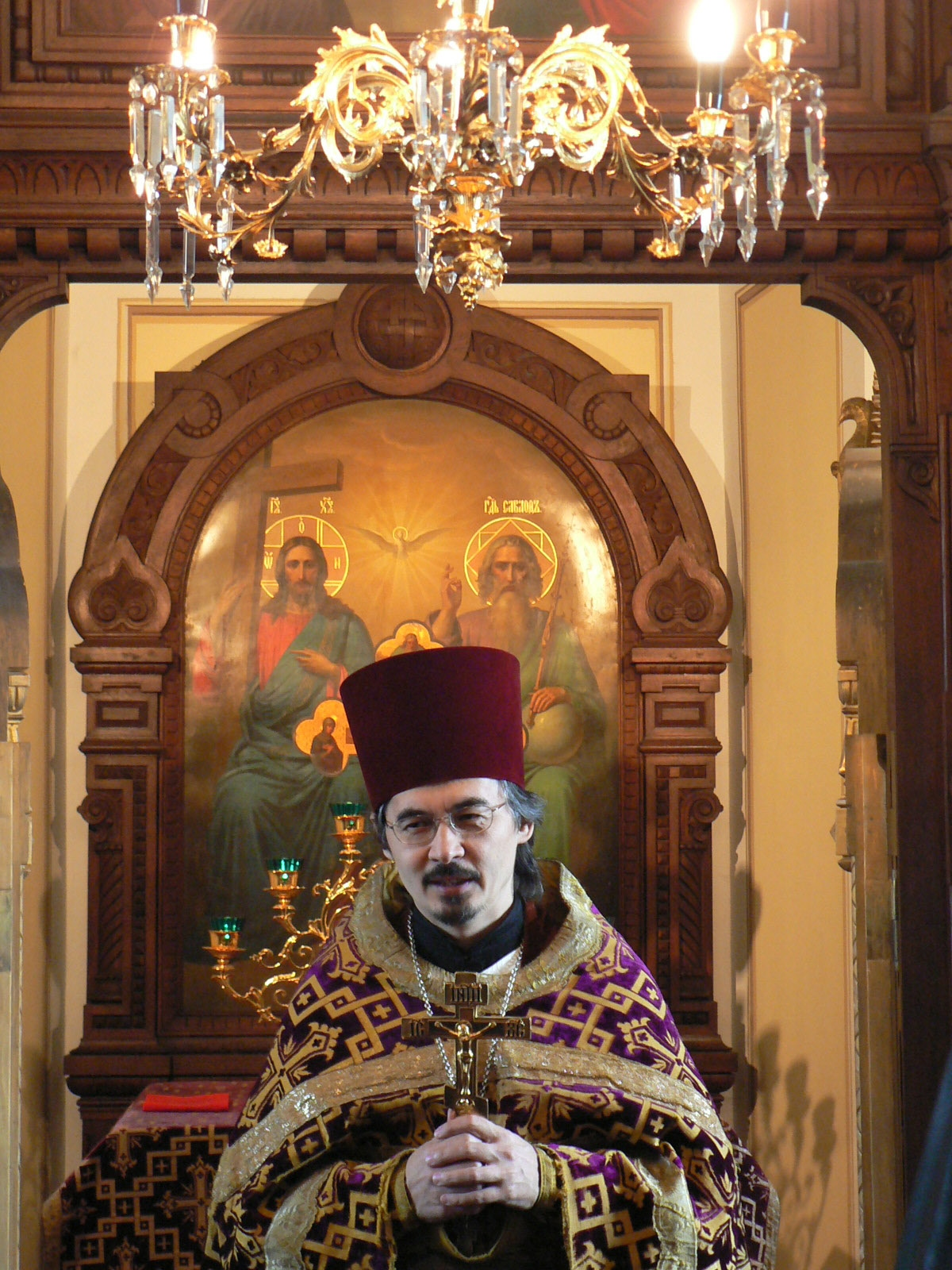
Szertartás a kápolnában (2007)